# Байтуз
Байтуз — саманидский полководец, тюркского происхождения, контролировавший город Буст на юге Афганистана в середине X века.
Байтуз происходил из выслужившихся тюркских гулямов при дворе Саманидов. Одним из первых правителей Буста в X веке был саманидский полководец тюркского происхождения Каратегин Исфиджаби (умер в 929 г.). По другой версии он умер в 932 году.
В третьей четверти X века Байтуз вел борьбу за власть в Бусте с другим тюркским полководцем Тоганом.
Байтуз получил политическое влияние к 970 году, так как выпустил бронзовые монеты саманидского образца, но без упоминания эмиров Саманидов как сюзеренов.
В 977–978 гг. другой саманидский полководец тюркского происхождения - Себук-тегин обосновавшийся в Газне на востоке Афганистана, изгнал Байтуза и присоединил Буст к своим владениям, которые стали ядром империи Газневидов. 